# Cathédrale Saint-Ignace de Mongo
Cette  cathédrale n’est pas la seule cathédrale Saint-Ignace.
La cathédrale Saint-Ignace de Mongo est le siège du vicariat apostolique de Mongo au Tchad. Construite entre fin 2011 et mi-2013, elle a été consacrée solennellement par Mgr Henri Coudray le 2 décembre 2013.